# Стрэттон, Кейси
Ке́йси Стрэ́ттон (англ. Casey Stratton) — американский певец и композитор.

## Биография
Кейси родился в 1976 году, в городе Лансинге (штат Мичиган). В настоящее время исполнитель живёт в Гранд-Рэпидс.
В 8 лет музыкант берёт уроки на скрипке, в дальнейшем осваивает виолончель, учится играть на фортепиано и гитаре. Именно благодаря гитаре Кейси обнаружил в себе талант к написанию и исполнению собственных песен. Окончив Мичиганскую академию искусств, певец переезжает в Лос-Анджелес, чтобы начать музыкальную карьеру. Вскоре на лейбле «Sony Music Entertainment» Стрэттон выпустил свой дебютный альбом «Standing at the edge», который получил положительные отзывы музыкальных критиков журналов Billboard и People.
Кумирами музыканта являются певицы Тори Эмос, Бьёрк, а также группа Radiohead.

## Дискография

### Альбомы
- Lily Sleeps (demo) (1996)
- Standing at the edge (2003)
- D.I.V.I.D.E. (2005)
- The Crossing (2007)
- Orbit (2008)
- Signs of life (2008)
- Memories and Photographs (2009)
- Myth & Stars (2010)

### DVD
- Live at the Wealthy Theatre (2010)